# 13146 Yuriko
13146 Yuriko este un asteroid din centura principală de asteroizi.

## Descriere
13146 Yuriko este un asteroid din centura principală de asteroizi. A fost descoperit pe 20 februarie 1995 la Nanyo de Tomimaru Okuni. El prezintă o orbită caracterizată de o semiaxă mare de 3,18 ua, o excentricitate de 0,09 și o înclinație de 8,9° în raport cu ecliptica.